# 回転楕円体

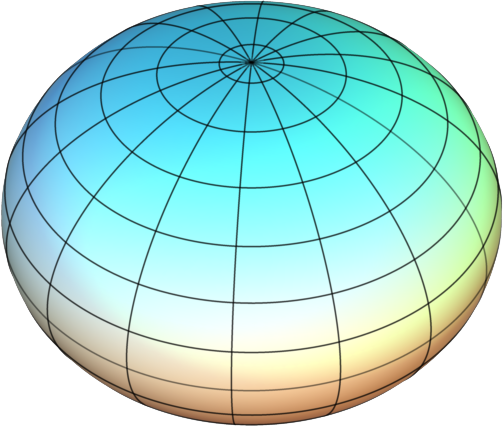
回転楕円体（扁球）

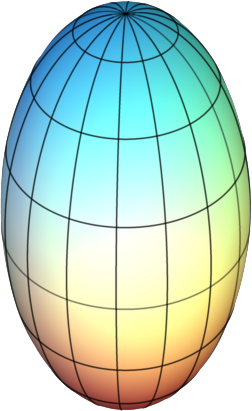
回転楕円体（長球）

回転楕円体（かいてんだえんたい、spheroid）は、楕円をその長軸または短軸を回転軸として得られる回転体をいう。あるいは、3径のうち2径が等しい楕円体とも定義できる。
回転楕円体は「地球の形」を近似するのに用いられるために重要であり、この回転楕円体を地球楕円体 (Earth ellipsoid) と呼ぶ。様々な地球楕円体のうち、個々の測地系が準拠すべき地球楕円体を特に準拠楕円体 (reference ellipsoid) と呼ぶ。

## 用語
3径のうち等しい2径の半径を赤道半径、残りの1つを極半径という。言い換えれば、元の楕円の2径のうち回転軸となった半径が極半径、他方が赤道半径である。
赤道半径のほうが長い、つまり短軸が回転軸となった回転楕円体を扁球・扁楕円体・扁平楕円体 (oblate, oblate spheroid) という。極半径のほうが長い、つまり長軸が回転軸となった回転楕円体を長球・長楕円体・扁長楕円体 (prolate, prolate spheroid) という。
赤道半径と極半径が等しい回転楕円体は、球である。球は、円をその直径を回転軸とした回転体で、3径が全て等しい楕円体である。
回転楕円体の表面を回転楕円面という。

## 性質
赤道半径を a、極半径を b とする。なお回転楕円体の半径はこのように表すことが多いが、楕円の長半径を a、短半径を b と表すと紛らわしいので注意が必要である。
回転楕円体は直交座標を使えば
{\displaystyle \left({\frac {x}{a}}\right)^{2}+\left({\frac {y}{a}}\right)^{2}+\left({\frac {z}{b}}\right)^{2}\leq 1}
と定義できる。回転楕円面なら不等号が等号になる。
体積は
{\displaystyle {\frac {4}{3}}\pi a^{2}b}
である。
表面積は、一般の楕円体より簡単で、積分をせずに求めることができる。ただし長球と扁球では公式が異なり、扁球は
{\displaystyle 2\pi \left(a^{2}+{\frac {b^{2}\tanh ^{-1}e}{e}}\right)\quad {\mbox{if }}a>b}
長球は
{\displaystyle 2\pi \left(a^{2}+{\frac {ab\operatorname {Sin} ^{-1}e}{e}}\right)\quad {\mbox{if }}b>a}
である。e は離心率で、長半径を α = max(a, b)、短半径を β = min(a, b) とすると
{\displaystyle e={\sqrt {1-\left({\frac {\beta }{\alpha }}\right)^{2}}}}
である。

## 回転楕円体に基づく座標系
下記の種類がある。
- 扁平楕円体座標系
- 扁長楕円体座標系
- 地理座標系（測地座標系）：地球楕円体を採用する